# Auguste de Forbin de Solliès
Pour les autres membres de la famille, voir Maison de Forbin.
Auguste de Forbin de Solliès, né à Solliès-Ville vers 1570, mort le 5 avril 1638, ecclésiastique, fut évêque de Toulon de 1628 à 1638.

## Biographie
Auguste de Forbin est issu de la famille de Forbin, illustre en Provence. Il est le fils de Palamède II de Forbin (1612) seigneur de Solliès et gouverneur de Toulon, et de Jeanne de Vins (1601) fille de Gaspard, conseiller au parlement d'Aix. On ne connait rien de son éducation, mais le Saint-Siège accepte qu'il soit détenteur d'un doctorat en théologie. Il est tonsuré à Paris en 1598 à l'âge d'environ 28 ans ce qui tend à démontrer qu'il n'était pas initialement destiné à une carrière ecclésiastique. Il succède à un parent de sa mère Jean-Baptiste de Vins comme prévôt de Pignans dans le diocèse de Fréjus mais on ne trouve aucune trace de son activité religieuse pré-épiscopale. 
Le siège de Toulon était destiné à Mathieu de Mourgues Saint-Germain prédicateur ordinaire de Louis XIII et de Marie de Médicis mais du fait de l'opposition de Rome à sa nomination suscitée par le cardinal de Richelieu, Auguste de Forbin est désigné comme évêque de Toulon le 30 juin 1627 par le pape Urbain VIII. Nommé en 1628, il est consacré en avril suivant par l'archevêque d'Aix-en-Provence.
En 1635 il introduit dans son diocèse les Augustins déchaussés